# Bělotín
Bělotín település Csehországban, Přerovi járásban. Bělotín Polom, Jindřichov, Vražné, Odry, Jeseník nad Odrou, Špičky, Střítež nad Ludinou, Černotín és Hranice településekkel határos. Lakosainak száma 1857 fő (2024. január 1.).

## Népesség
A település lakosságának változását az alábbi diagram mutatja:
| Lakosok száma | 2170 | 2150 | 2281 | 2004 | 1792 | 1764 | 1854 | 1838 | 1748 | 1857 |
|               | 1869 | 1900 | 1921 | 1961 | 1980 | 2011 | 2016 | 2019 | 2021 | 2024 |